# Starship HLS

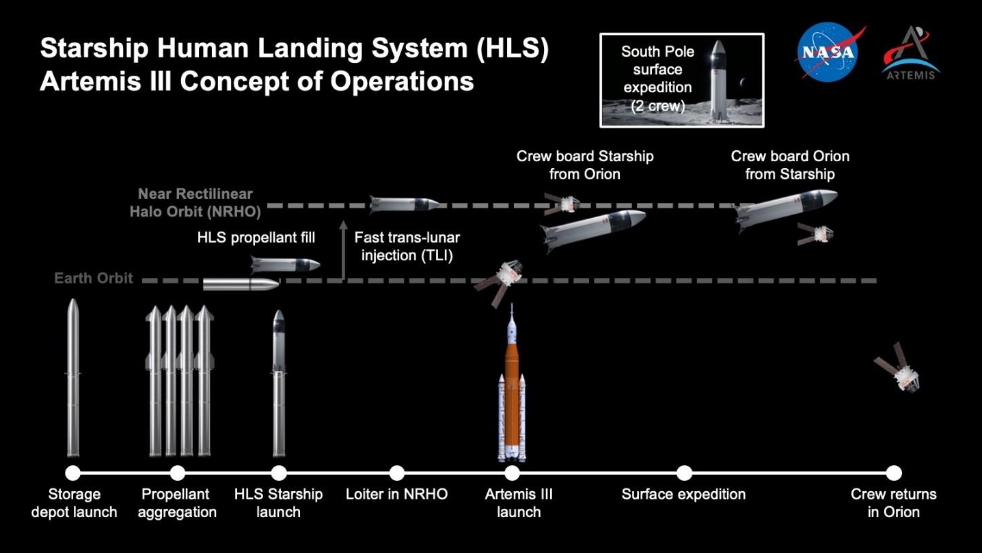
Kế hoạch chi tiết của Artemis III Khái niệm hoạt động bao gồm các tên lửa khác nhau (SLS, Starship) và các phương tiện (Orion, Starship HLS).

Starship HLS , hay Hệ thống Đổ bộ Con người của Phi thuyền, là một biến thể đổ bộ mặt trăng của tàu vũ trụ Starship sẽ đưa các phi hành gia từ quỹ đạo Mặt trăng lên bề mặt Mặt trăng và quay trở lại. Nó đang được SpaceX thiết kế và chế tạo theo hợp đồng với NASA như một yếu tố quan trọng trong chương trình Artemis của NASA để đưa phi hành đoàn lên Mặt trăng vào những năm 2020.
| Nhiệm vụ của Starship HLS |                                                      |
|                           |                                                      |
| nhà chế tạo               | SpaceX                                               |
| Nước xuất xứ              | Hoa Kỳ                                               |
| Nhà điều hành             | SpaceX                                               |
| Các ứng dụng              | Tàu đổ bộ mặt trăng có thể tái sử dụng được đóng tàu |
|                           |                                                      |
| Thông số kỹ thuật         |                                                      |
| Khởi chạy hàng loạt       | ~ 1.320 tấn (2.910.000 lb)                           |
| Chế độ                    | Không gian Cislunar                                  |
|                           |                                                      |
| Kích thước                |                                                      |
| Chiều dài                 | 50 m (164 ft 1 in)                                   |
| Bề rộng                   | 9 m (29 ft 6 inch)                                   |
| Dung tích                 |                                                      |
| Tải xuống mặt trăng       |                                                      |
| Khối lượng                | 100–200 t (220.000–440.000 lb)                       |
|                           |                                                      |
| Sản xuất                  |                                                      |
| Trạng thái                | Trong giai đoạn phát triển                           |
| Ra mắt Maiden             | NET 2023                                             |
|                           |                                                      |
| Được cung cấp bởi         | Raptor, ngân hàng bộ đẩy RCS                         |
| Thuốc phóng               | CH 4 / LOX                                           |

Kế hoạch nhiệm vụ yêu cầu một tàu tăng cường Super Heavy để phóng Starship HLS vào quỹ đạo Trái đất , nơi nó sẽ được tiếp nhiên liệu bởi nhiều tàu vũ trụ chở dầu Starship trước khi tự tăng cường lên quỹ đạo vầng hào quang cận tuyến mặt trăng (NRHO). Tại đó, nó sẽ gặp một tàu vũ trụ Orion có phi hành đoàn sẽ được phóng từ Trái đất bằng hệ thống phóng Hệ thống Phóng Không gian (SLS) của NASA . Một phi hành đoàn sẽ chuyển từ Orion đến HLS, sẽ đi xuống bề mặt Mặt Trăng trong vài ngày, bao gồm năm EVA trở lên . Sau đó, nó sẽ đưa cả phi hành đoàn trở lại Orion trong NRHO.
Trong giai đoạn thứ ba của quá trình mua sắm HLS, NASA đã trao cho SpaceX một hợp đồng vào tháng 4 năm 2021 để phát triển, sản xuất và trình diễn Starship HLS. Một chuyến bay có tổ lái sẽ diễn ra như một phần của sứ mệnh Artemis 3 , không sớm hơn tháng 4 năm 2025, sau khi một chuyến bay thử nghiệm không có lái trước đó hạ cánh thành công trên Mặt trăng và quay trở lại NRHO .
Vào ngày 23 tháng 3 năm 2022, NASA công bố ý định mua một sứ mệnh trình diễn Starship HLS của Phi hành đoàn thứ hai lên Mặt trăng, với thiết kế HLS được cập nhật để đáp ứng các yêu cầu mới về tính bền vững. NASA dự định đàm phán về giải thưởng nguồn duy nhất cho SpaceX bằng cách thực hiện một lựa chọn theo hợp đồng HLS năm 2021. Starship HLS được cập nhật sẽ được sử dụng cho nhiệm vụ Artemis V và sẽ cạnh tranh với các tàu đổ bộ được mua từ các nhà cung cấp khác để đổ bộ sau này. 